# Axvall
Axvall – miejscowość (tätort) w Szwecji, w regionie administracyjnym (län) Västra Götaland, w gminie Skara.
Według danych Szwedzkiego Urzędu Statystycznego liczba ludności wyniosła: 1164 (31 grudnia 2015), 1142 (31 grudnia 2018) i 1134 (31 grudnia 2019).